# دراژوو
دراژوو (به چکی: Drážov) یک منطقهٔ مسکونی در جمهوری چک است که در ناحیه ستراکونیتسه واقع شده‌است. دراژوو ۱۲٫۳۱ کیلومتر مربع مساحت و ۲۶۳ نفر جمعیت دارد و ۶۶۰ متر بالاتر از سطح دریا واقع شده‌است.